# Бабешина, Марина Игоревна
Мари́на И́горевна Бабе́шина (до 2010 — Шеше́нина; род. 26 июня 1985, Свердловск, СССР) — российская волейболистка, связующая. Серебряный призёр Олимпийских играх 2004, чемпионка мира 2006. Заслуженный мастер спорта России (2004).

## Биография
Волейболом Марина Шешенина стала заниматься в 8-летнем возрасте в СДЮСШОР «Уралочка» у тренера Валерия Кунышева. Выступала за команды:
- 2000—2001 — «Малахит» (Екатеринбург);
- 2001—2002 — «Уралтрансбанк» (Екатеринбург);
- 2002—2003 — «Уралочка-НТМК» (Свердловская область);
- 2003—2004 — «Динамо» (Московская область);
- 2004—2011 — «Уралочка-НТМК» (Свердловская область);
- 2011—2012 — «Динамо-Казань» (Казань);
- 2012—2013 — «Тюмень»-ТюмГУ;
- 2013—2015 — «Омичка» (Омск);
- 2015—2017 — «Уралочка-НТМК» (Свердловская область);
- 2017—2021 — «Динамо» (Москва);
- 2022 — «Динамо» (Краснодар).

## Достижения
- 5-кратная Чемпионка России — 2003, 2005, 2012, 2018, 2019;
  - 3-кратный серебряный (2004, 2016, 2021) и трёхкратный бронзовый (2008, 2009 и 2014) чемпионатов России.
- победитель розыгрыша Кубка России 2018;
  - 4-кратный серебряный призёр Кубка России — 2011, 2014, 2019, 2020.
- двукратный обладатель Суперкубка России — 2017, 2018.
- бронзовый призёр Лиги чемпионов 2012.

В сборной России выступала в 2003—2009 и 2016 годах. В её составе:
- серебряный призёр Олимпийских игр 2004;
- чемпионка мира 2006;
- трёхкратный серебряный призёр Гран-при (2003, 2006, 2009);
- бронзовый призёр чемпионата Европы 2005.

## Семья
В 2010 году вышла замуж за волейболиста Алексея Бабешина и родила дочь Анастасию.

## Награды и звания
- Заслуженный мастер спорта России
- Медаль ордена «За заслуги перед Отечеством» II степени (3 октября 2006) — за большой вклад в развитие физической культуры и спорта, высокие спортивные достижения[1]